# Friedrichstadt-Palast
Il Friedrichstadt-Palast è un teatro per varietà costruito nel 1984 con una moderna tecnologia di palcoscenico nel centralissimo quartiere di Berlin Mitte.

## Primo edificio
La storia del Friedrichstadt-Palast nasce con la sala di un vecchio mercato al coperto situato a circa 200 metri a sud-ovest rispetto alla locazione odierna, l'indirizzo ufficiale era Am Zirkus 1.
Nel 1873 l'edificio venne convertito in un'arena da circo con 5.000 posti a sedere. Nei decenni successivi il circo di Salamonsky, Renz e Schumann vi ha allietato i berlinesi con le sue performance.
Nel 1910 la sala del mercato venne convertita in una ampia arena e Max Reinhardt vi inscenò le prime rappresentazioni teatrali. Reinhardt decise poi di adattare l'edificio al nuovo uso e il compito della ricostruzione venne affidato al rinomato architetto Hans Poelzig. L'edificio aveva un palcoscenico ribaltabile di 18 metri di diametro e un proscenio semovibile. Inoltre disponeva anche di un moderno sistema di luci e di effetti tecnologici.

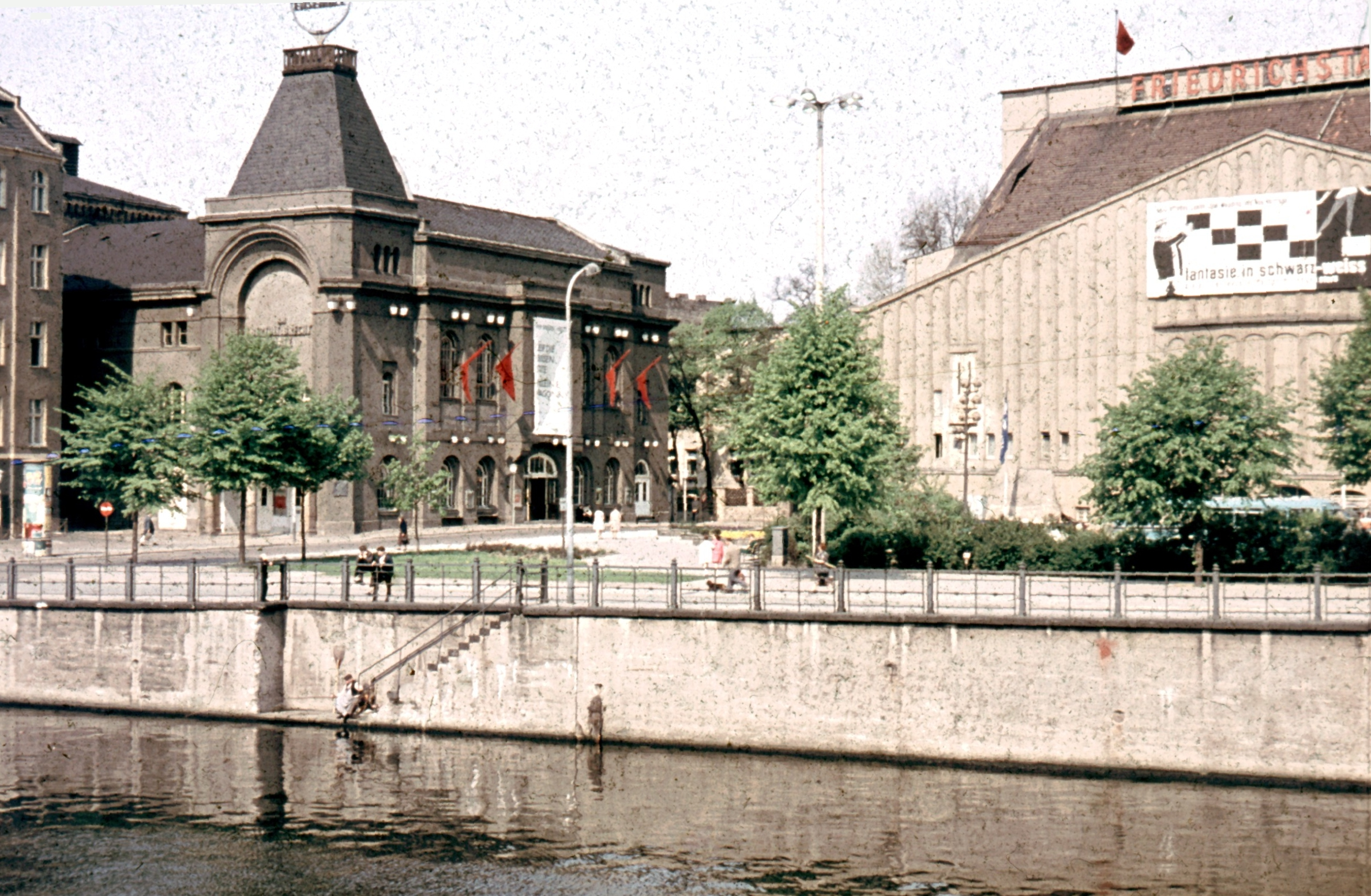
Vista del vecchio Friedrichstadt-Palast (destra) lungo il fiume Spree.

Nel 1924 il nuovo direttore Erik Charell inscena moderne riviste di varietà e porta su quel palcoscenico stelle come i Comedian Harmonists o La Jana. Durante l'era nazista il teatro venne ribattezzato Teatro del Popolo. Vi si tenevano delle operette tardoborghesi.
L'edificio è stato soggetto agli inizi del 1945 a diversi attacchi aerei. Dopo la fine della guerra fu l'artista Marion Spadoni a riaprire il teatro nel maggio del 1945. Esso venne chiamato Palast Varieté e contava 3.500 posti a sedere. Fu una compagnia di bambini ad inaugurarne il palcoscenico.
Nel 1949 la città di Berlino Est riacquistò la gestione del teatro, restituendogli anche il suo nome originale Friedrichstadtpalast.
Il 29 febbraio 1980 l'edificio venne chiuso a causa di grossi cedimenti delle fondamenta e a problemi di statica delle colonne portanti. Dopo il trasferimento della compagnia nel nuovo edificio nel 1985 venne quasi immediatamente avviata la demolizione del palazzo della veneranda età di ben 120 anni.

## Il teatro oggi
Il 27 aprile 1984 il nuovo Friedrichstadt-Palast ha aperto i suoi battenti. È largo 80 metri, lungo 110 metri e comprende uno spazio costruito di 195.000 metri cubi.

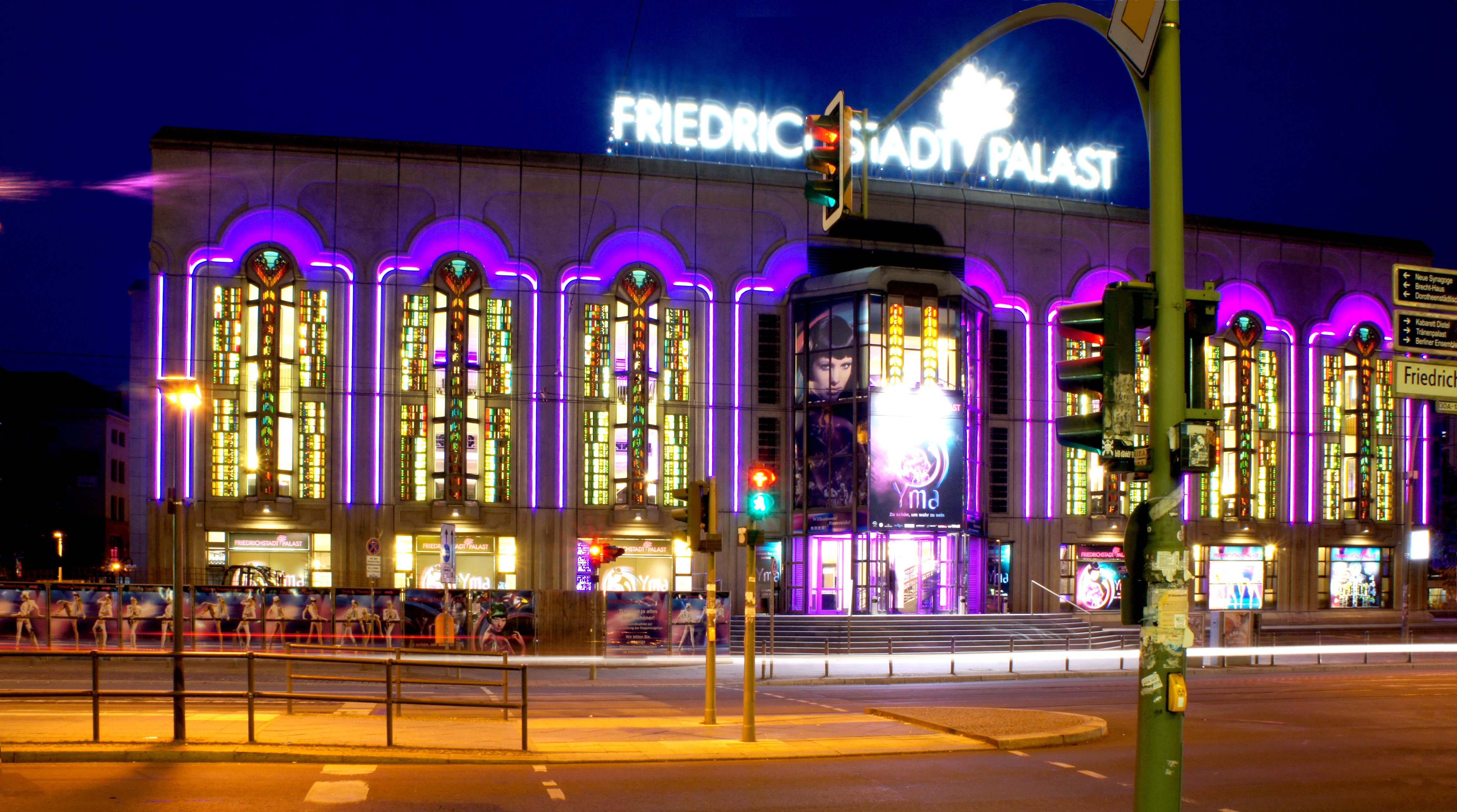
Il Friedrichstadt-Palast di sera

La vasta sala del Friedrichstadt-Palast viene usata regolarmente come spazio per le rappresentazioni e contiene 1.895 posti a sedere. Il suo palcoscenico di 2.854 metri quadrati è il più grande al mondo. L'ampio arco del proscenio, con un'ampiezza di 24 metri, è il più grande d'Europa.
Nel 2020 venne posto sotto vincolo monumentale (Denkmalschutz).

### Testi di approfondimento
- (DE) Ehrhardt Gißke, Jürgen Ledderboge e Walter Schwarz, Friedrichstadtpalast in Berlin, in Architektur der DDR, anno 33, n. 10, Berlino (Est), VEB Verlag für Bauwesen, ottobre 1984,  pp. 585-595, ISSN 0323-3413 (WC · ACNP).
- (DE) Baudirektion Hauptstadt Berlin des Ministeriums für Bauwesen (a cura di), Neubau Friedrichstadtpalast Berlin, Hauptstadt der Deutschen Demokratischen Republik, 1981–1984, Berlino (Est), 1984.
- (DE) Adalbert Behr, Bauen in Berlin 1973 bis 1987, a cura di Ehrhardt Gißke, Lipsia, Koehler & Amelang, 1987,  pp. 188-189, ISBN 3-7338-0040-0.
- (DE) Anne Holper e Matthias Käther, DDR-Baudenkmale in Berlin, Berlino, VIA Reise Verlag, 2003,  pp. 44-45, ISBN 3-935029-09-8.